# Musical Guerrilla Army
Musical Guerrilla Army (en español Ejército Musical Guerrillero) fue una agrupación musical británica generada por el Partido Comunista del Perú-Sendero Luminoso. 
El grupo fue creado por Adolfo Olaechea en 1991 como parte de las organizaciones de propagada en el extranjero de Sendero Luminoso, especialmente para la recolección de recursos. Tuvo su origen tras las protestas promovidas por los maoístas en Gran Bretaña por el cambio de fecha de la celebración del Primero de Mayo. El grupo tuvo como integrantes a diversos músicos latinoamericanos, especialmente peruanos, que ofrecían diversos conciertos en Gran Bretaña y en los eventos del Comité Sol-Perú de Londres. Se autodenominaba como "la nueva música democrática del Perú". Entre las canciones que ofrecía el "Ejército Musical Guerrillero" estaba la Flor de Retama, además de cantar diversas canciones a favor de Abimael Guzmán, líder de Sendero Luminoso, y la "guerra popular".